# Damas à décoller des Capitouls
Le damas à décoller des Capitouls est un instrument tranchant qui était destiné à l'exécution par décapitation (« décollation ») des condamnés à mort à Toulouse. 
Il est exposé au Musée Paul-Dupuy, après avoir longtemps été conservé au Capitole. Le Musée du Vieux Toulouse expose un modèle en bois de ce même damas.
Le coutelier Celar était chargé de l'entretenir et de le présenter à toute réquisition des capitouls. 
On appelait damas les lames fabriquées à l’origine à Damas, selon la technique du damasquinage : le damas avait une lame en fer et, tout le long du fil, un tranchant en acier.
Cet outil est souvent présenté — sans preuve formelle — comme l’instrument de la décapitation du duc Henri de Montmorency, dans la cour Henri IV du Capitole de Toulouse, en 1632 : Le duc de Montmorency ne fut point décapité par la hache mais par une sorte de cimeterre légèrement courbé. Cette arme est conservée au Capitole de Toulouse dans une gaine de maroquin garnie de velours. Une gravure naïve du XVIIe siècle montre l’exécution du duc, agenouillé, le bourreau tenant le damas, et non une hache.